# Anton von Rosas

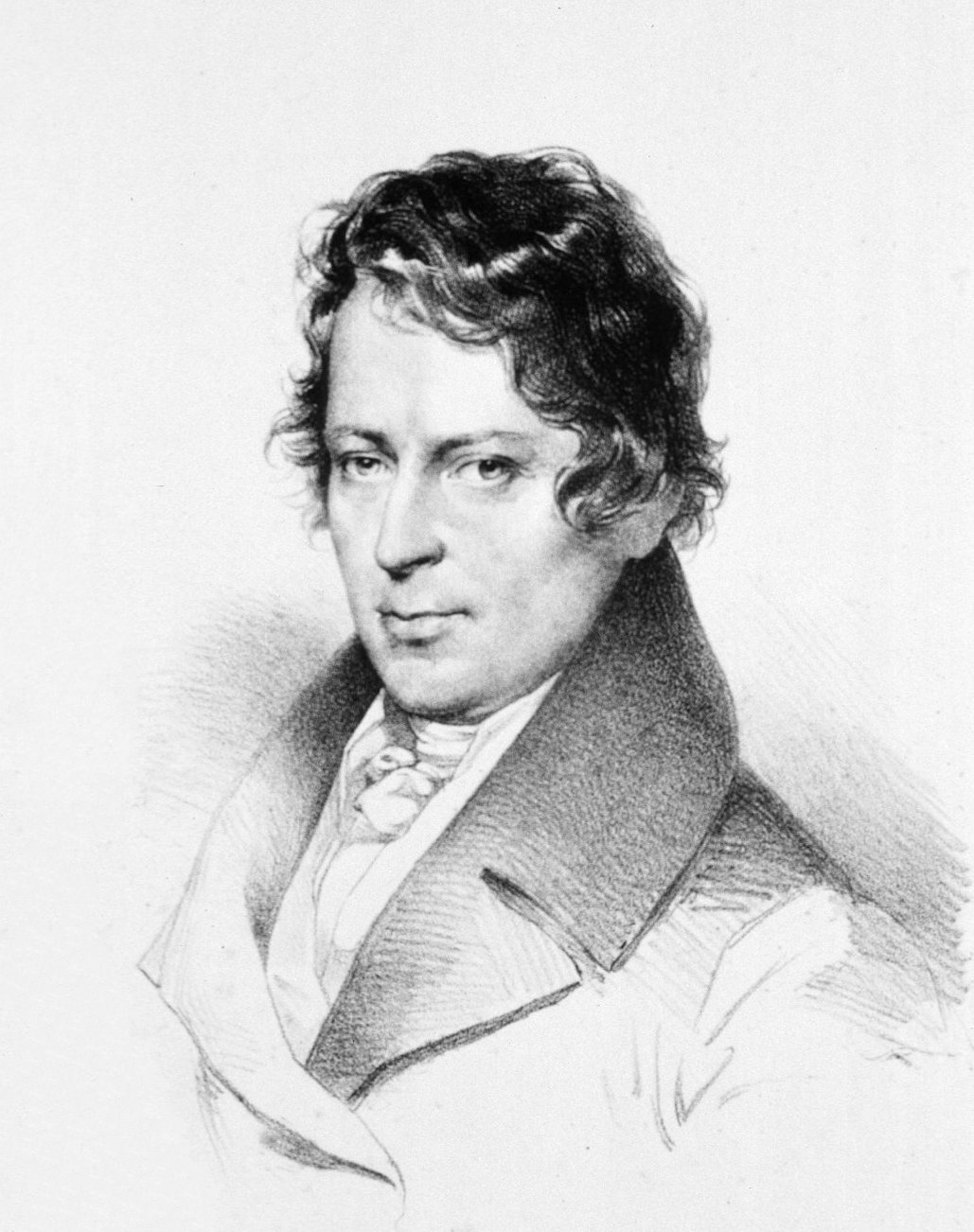
Anton Rosas, Lithographie von Josef Kriehuber, 1838

Anton Edler von Rosas, auch Anton(io) Rosas (* 23. Dezember 1791 in Fünfkirchen, Königreich Ungarn; † 31. Mai 1855 in Wien) war ein österreichischer Mediziner, der sich speziell mit der Augenheilkunde befasste.

## Leben
Anton Rosas studierte zunächst von 1806 bis 1811 an der Universität Pest und anschließend an der Universität Wien, wo er 1814 zum Doktor der Medizin und Magister der Augenheilkunde sowie 1816 zum Doktor der Chirurgie wurde. Danach war Rosas Assistent bei Georg Joseph Beer an der von diesem begründeten ersten Universitäts-Augenklinik der Welt im Allgemeinen Krankenhaus. 1819 ging Rosas vorübergehend an die Universität Padua, wo er die dortige Augenklinik reformierte, ehe er 1821 Nachfolger des verstorbenen Beer in Wien wurde. Die Wiener Universitäts-Augenheilkunde leitete er bis 1853. Von 1840 bis 1842 war Ignaz Gulz sein Assistent. 1837 wurde Rosas in den Adelsstand erhoben. Von 1849 bis 1850 war Rosas zudem Vizedirektor der „medicinischen Studien“ in Wien. Nach seinem Tode wurde er auf dem Sankt Marxer Friedhof beigesetzt. Die Rosasgasse in Wien-Meidling wurde 1894 nach ihm benannt.

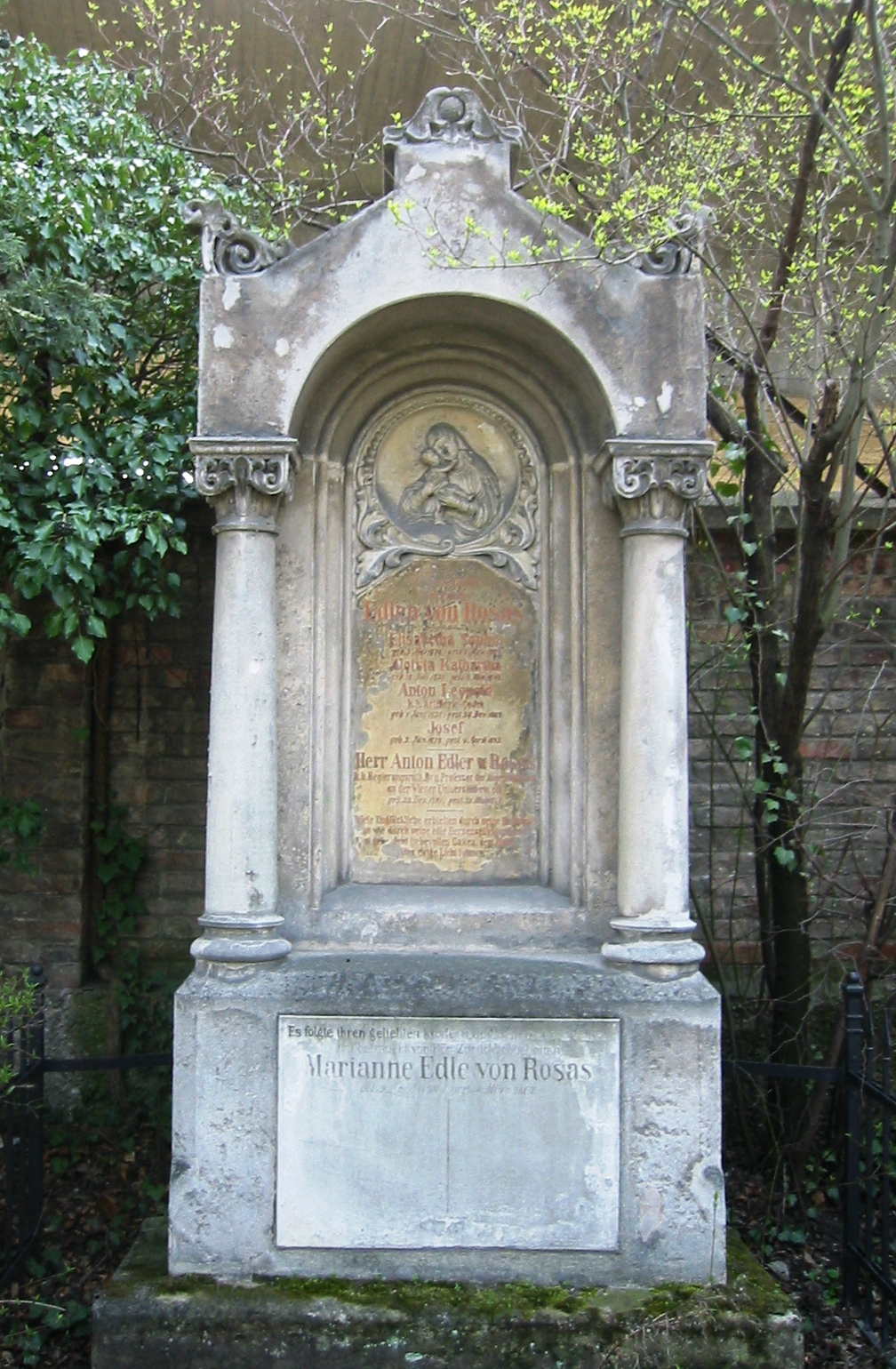
Grabmal auf dem Sankt Marxer Friedhof, Wien

## Bedeutung
Zu den Leistungen Rosas gehören Verbesserungen, wie die Einrichtung eines ganzjährigen Ambulatoriums an seiner Klinik, die Herstellung von Wachsmodellen verschiedener Augenkrankheiten und die Erweiterung der Fachbibliothek an der Klinik. Er galt als hervorragender Lehrer und Operateur und trat auch schriftstellerisch hervor.
Rosas trat jedoch in seiner Zeit an der Universität Wien gegen die Zugangserleichterungen für jüdische Studierende und Ärzte ein, so etwa im Medizinischen Jahrbuch des k.k. österreichischen Staates von 1842: „Die überhand nehmende Zahl israelitischer Ärzte gereicht der Medizin als Kunst und Wissenschaft, ja selbst der Menschheit zum Nachteil.“ Diese antisemitische Haltung entbehrte jeglicher Grundlage, da zu diesem Zeitpunkt unter 388 Ärzten in Wien lediglich acht jüdische Mediziner zu finden waren.

## Schriften
- Handbuch der theoretischen und practischen Augenheilkunde, 3 Bände (1830)
- Kurzgefaßte Geschichte der Wiener Hochschule im Allgemeinen und der medicinischen Facultät derselben insbesondere (1843–47)